# Il ciclope
Il ciclope (deutsch: „Der Kyklop“) ist ein Libretto zu einer Cantata drammatica für zwei Stimmen von Pietro Metastasio. Sie wurde 1754 von Kaiser Franz I. in Auftrag gegeben und im privaten Rahmen am Wiener Hof aufgeführt, um die besondere Bassstimme eines seiner Bediensteten herauszustellen.

## Handlung
Das Libretto handelt von dem hässlichen Kyklopen Polifemo, der in die schöne Nymphe Galatea verliebt ist, obwohl er weiß, dass sie bereits einen Liebhaber (Aci) hat. Durch die Liebe fühlt er seine frühere Stärke schwinden (Arie „Mio cor, tu prendi a scherno“). Galatea jedoch macht sich über seine Werbung und sein Aussehen lustig. Polifemo glaubt, er würde in ihren Augen weniger hässlich wirken, wenn sie nicht ständig an Aci dächte. In ihrer Arie „È vero, è vero“ stimmt sie ihm darin zu. Daraufhin droht er ihr und ihrem Geliebten in bildhaften Worten voller Anspielungen auf die Mythologie. Galatea jedoch fühlt sich sicher, da sie der Unterstützung Amors gewiss ist.

## Vertonungen
Folgende Komponisten vertonten dieses Libretto:
| Komponist                   | Uraufführung | Aufführungsort | Anmerkungen                                                                               |
| --------------------------- | ------------ | -------------- | ----------------------------------------------------------------------------------------- |
| anonym                      | 1754         | Wien           |                                                                                           |
| Johann Adolph Hasse         | 1776         | Venedig        |                                                                                           |
| Bonifazio Asioli            | 1787         |                | „Cantata a due voci“                                                                      |
| Friedrich August Kanne      | 1804         | Leipzig        | „Duodrama“ op. 6                                                                          |
| Joseph Rösler               | vor 1812     |                | „Cantata a due voci“                                                                      |
| Luigi Ferdinando Casamorata | 1825         | Florenz        | Kantate für Sopran und Bass; komponiert für den Wettbewerb der Accademia delle Belle Arti |
| Franz Xaver Kleinheinz      | vor 1832     |                |                                                                                           |
| Flavio Ferri-Benedetti      | 2012         | Basel          |                                                                                           |
| Giuseppe Morosini           | unbekannt    |                | „Cantata“ Polifemo                                                                        |

## Aufnahmen und Aufführungen in neuerer Zeit
- Johann Adolph Hasse:
  - 1992: CD mit dem Ensemble Gradiva mit Veronique Dietschy (Sopran), Alain Zaepffel (Kontratenor) und Hiro Kurosaki (1. Violine).[13]
  - 1999: Aufführung in Hamburg mit der Capella Elbipolis unter der Leitung von Wolfgang Hochstein mit Barbara Schlick (Sopran) und Derek Lee Ragin (Altus), vom NDR mitgeschnitten.[14]

## Digitalisate
1. ↑  Libretto (italienisch) als Digitalisat beim Münchener Digitalisierungszentrum. In: Opere del signor abate Pietro Metastasio, Band 2, Herissant, Paris 1780, S. 429–434.